# Detectivul Murdoch
Murdoch Mysteries (în română Detectivul Murdoch) este un serial canadian difuzat în România de Epic Drama, avându-l în rol principal pe Yannick Bisson ca William Murdoch, un detectiv care lucrează pentru o secție de poliție din Toronto, Ontario la sfârșitul secolului al XIX-lea. Serialul se bazează pe personajele din romanul scris de Maureen Jennings.

## Rezumat
Acțiunea serialului are loc în Toronto-ul anului 1895 și îl are în prim-plan pe Detectivul William Murdoch (Yannick Bisson) de la Poliția din Toronto, care rezolvă multe dintre cazuri folosind metode neobișnuite pentru acea vreme. Printre metodele folosite de personajul principal se enumeră și prelevarea de amprente, analizele de sânge, supravegherea sau chiar urmărirea dovezilor subtile.
Detectivul Murdoch este asistat de alte trei caractere importante: Inspectorul Brackenreid (Thomas Craig), Dr. Julia Ogden (Helene Joy) și de neexperimentatul, dar foarte tenacele Agent George Crabtree (Johnny Harris), care aspiră să devină scriitor de romane de mister.

## Istoric
Murdoch Mysteries a fost lansat inițial în Canada în 2004 ca un film alcătuit din 3 părți numit Murder 19C: The Detective Murdoch Mysteries și avându-l pe Peter Outerbridge în rolul principal. În anul 2006 filmul a fost ales pentru o continuare ca un serial de 13 episoade în care tot Peter Outerbridge ar fi trebuit să fie personajul principal, însă acesta interpreta deja rolul lui David Sandström în ReGenesis, fapt ce a condus la aducerea lui Yannick Bisson în 2007 pentru acel rol. Serialul redenumit în Murdoch Mysteries a debutat la canadieni pe Citytv în 20 ianuarie 2008.
Serialul a fost bine primit atât de telespectatori, cât și de critici, iar în vara anului 2008 a fost nominalizat la 14 premii Gemini, câștigând 2 dintre acestea, însă uimind criticii prin lipsa lui Yannick Bisson de pe lista nominalizărilor. Între timp, Murdoch Mysteries a fost reînnoit sezon după sezon până 27 septembrie 2011, atunci când Rogers Media a anunțat că seria se va opri după sezonul 5.
Aproape 3 săptămâni mai târziu, pe 15 noiembrie 2011 CBC a anunțat preluarea serialului și producția sezonului 6, un sezon care urma să debuteze pe 7 ianuarie 2013. Din acel an și până în prezent televiziunea canadiană a asigurat prezența serialului pe micul ecran.

## Episoade
| Sezonul | Sezonul | Episoade | Episoade | Premiera TV        | Premiera TV       | Premiera TV |
| Sezonul | Sezonul | Episoade | Episoade | Prima transmisie   | Ultima transmisie | Reţea       |
| ------- | ------- | -------- | -------- | ------------------ | ----------------- | ----------- |
|         | 1       | 13       | 13       | 20 ianuarie 2008   | 13 aprilie 2008   | Citytv      |
|         | 2       | 13       | 13       | 10 februarie 2009  | 27 mai 2009       | Citytv      |
|         | 3       | 13       | 13       | 14 martie 2010     | 13 iunie 2010     | Citytv      |
|         | 4       | 13       | 13       | 7 iunie 2011       | 31 august 2011    | Citytv      |
|         | 5       | 13       | 13       | 6 iunie 2012       | 28 august 2012    | Citytv      |
|         | 6       | 13       | 13       | 7 ianuarie 2013    | 15 aprilie 2013   | CBC         |
|         | 7       | 18       | 18       | 30 septembrie 2013 | 7 aprilie 2014    | CBC         |
|         | 8       | 18       | 18       | 6 octombrie 2014   | 30 martie 2015    | CBC         |
|         | 9       | 19       | 19       | 5 octombrie 2015   | 21 martie 2016    | CBC         |
|         | 10      | 19       | 19       | 10 octombrie 2016  | 20 martie 2017    | CBC         |
|         | 11      | 19       | 19       | 25 septembrie 2017 | 19 martie 2018    | CBC         |
|         | 12      | 18       | 18       | 24 septembrie 2018 | VFA               | CBC         |

### Sezonul 1
| Nr. în serial | Nr. în sezon | Titlu                         | Regizat de          | Scris de                      | Data difuzării    |
| ------------- | ------------ | ----------------------------- | ------------------- | ----------------------------- | ----------------- |
| 1             | 1            | „Power”                       | Farhad Mann         | R.B. Carney                   | 20 ianuarie 2008  |
| 2             | 2            | „The Glass Ceiling”           | Shawn Alex Thompson | Jean Greig & Cal Coons        | 27 ianuarie 2008  |
| 3             | 3            | „The Knockdown”               | Shawn Thompson      | Alexandra Zarowny             | 3 februarie 2008  |
| 4             | 4            | „Elementary, My Dear Murdoch” | Don McBrearty       | Jason Sherman                 | 10 februarie 2008 |
| 5             | 5            | „Till Death Do Us Part”       | Don McBrearty       | Janet MacLean                 | 17 februarie 2008 |
| 6             | 6            | „Let Loose the Dogs”          | Don McBrearty       | Jean Greig & Cal Coons        | 24 februarie 2008 |
| 7             | 7            | „Body Double”                 | Shawn Thompson      | R.B. Carney                   | 2 martie 2008     |
| 8             | 8            | „Still Waters”                | Don McBrearty       | Derek Schreyer                | 9 martie 2008     |
| 9             | 9            | „Belly Speaker”               | Farhad Mann         | Larry Lalonde & Philip Bedard | 16 martie 2008    |
| 10            | 10           | „Child's Play”                | Shawn Thompson      | Alexandra Zarowny             | 23 martie 2008    |
| 11            | 11           | „Bad Medicine”                | John L'Ecuyer       | Derek Schreyer                | 31 martie 2008    |
| 12            | 12           | „The Prince and the Rebel”    | John L'Ecuyer       | Alexandra Zarowny             | 6 aprilie 2008    |
| 13            | 13           | „The Annoying Red Planet”     | Shawn Thompson      | Paul Aitken                   | 13 aprilie 2008   |

### Sezonul 2
| Nr. în serial | Nr. în sezon | Titlu                    | Regizat de       | Scris de          | Data difuzării    |
| ------------- | ------------ | ------------------------ | ---------------- | ----------------- | ----------------- |
| 14            | 1            | „Mild Mild West”         | Paul Fox         | Derek Schreyer    | 10 februarie 2009 |
| 15            | 2            | „Snakes and Ladders”     | Farhad Mann      | Cal Coons         | 10 februarie 2009 |
| 16            | 3            | „Dinosaur Fever”         | Paul Fox         | Jean Greig        | 17 februarie 2009 |
| 17            | 4            | „Houdini Whodunit”       | Farhad Mann      | Alexandra Zarowny | 24 februarie 2009 |
| 18            | 5            | „The Green Muse”         | Don McBrearty    | Bobby Theodore    | 3 martie 2009     |
| 19            | 6            | „Shades of Grey”         | Don McBrearty    | Laura Phillips    | 10 martie 2009    |
| 20            | 7            | „Big Murderer on Campus” | Laurie Lynd      | Carol Hay         | 17 martie 2009    |
| 21            | 8            | „I, Murdoch”             | Laurie Lynd      | Lori Spring       | 24 martie 2009    |
| 22            | 9            | „Convalescence”          | Eleanore Lindo   | Paul Aitken       | 31 martie 2009    |
| 23            | 10           | „Murdoch.com”            | Eleanore Lindo   | Alexandra Zarowny | 7 aprilie 2009    |
| 24            | 11           | „Let Us Ask the Maiden”  | Harvey Crossland | Jason Sherman     | 14 aprilie 2009   |
| 25            | 12           | „Werewolves”             | Kelly Makin      | Paul Aitken       | 21 aprilie 2009   |
| 26            | 13           | „Anything You Can Do...” | Kelly Makin      | Laura Phillips    | 28 aprilie 2009   |

### Sezonul 3
| Nr. în serial | Nr. în sezon | Titlu                       | Regizat de       | Scris de                        | Data difuzării    |
| ------------- | ------------ | --------------------------- | ---------------- | ------------------------------- | ----------------- |
| 27            | 1            | „The Murdoch Identity”      | Laurie Lynd      | Jean Greig                      | 16 februarie 2010 |
| 28            | 2            | „The Great Wall”            | Harvey Crossland | Alexandra Zarowny               | 23 februarie 2010 |
| 29            | 3            | „Victor, Victorian”         | Laurie Lynd      | Alexandra Zarowny               | 2 martie 2010     |
| 30            | 4            | „Rich Boy, Poor Boy”        | Harvey Crossland | Carol Hay                       | 9 martie 2010     |
| 31            | 5            | „Me, Myself and Murdoch”    | Don McCutcheon   | Paul Aitken                     | 16 martie 2010    |
| 32            | 6            | „This One Goes to Eleven”   | Cal Coons        | Carol Hay                       | 23 martie 2010    |
| 33            | 7            | „Blood and Circuses”        | David Sutherland | Paul Aitken & Alexandra Zarowny | 30 martie 2010    |
| 34            | 8            | „Future Imperfect”          | Cal Coons        | Cal Coons                       | 6 aprilie 2010    |
| 35            | 9            | „Love and Human Remains”    | David Sutherland | Lori Spring                     | 13 aprilie 2010   |
| 36            | 10           | „The Curse of Beaton Manor” | John L'Ecuyer    | Paul Aitken                     | 20 aprilie 2010   |
| 37            | 11           | „Hangman”                   | Don McCutcheon   | Philip Bedard & Larry Lalonde   | 27 aprilie 2010   |
| 38            | 12           | „In the Altogether”         | Steve Wright     | Jean Grieg                      | 4 mai 2010        |
| 39            | 13           | „The Tesla Effect”          | Steve Wright     | Cal Coons                       | 11 mai 2010       |

### Sezonul 4
| Nr. în serial | Nr. în sezon | Titlu                   | Regizat de       | Scris de                                                 | Data difuzării    |
| ------------- | ------------ | ----------------------- | ---------------- | -------------------------------------------------------- | ----------------- |
| 40            | 1            | „All Tattered and Torn” | Don McCutcheon   | Phil Bedard & Larry Lalonde                              | 15 februarie 2011 |
| 41            | 2            | „Kommando”              | Harvey Crossland | Graham Clegg                                             | 22 februarie 2011 |
| 42            | 3            | „Buffalo Shuffle”       | Yannick Bisson   | Phil Bedard & Larry Lalonde                              | 1 martie 2011     |
| 43            | 4            | „Downstairs, Upstairs”  | Harvey Crossland | Paul Aitken & Lori Spring                                | 8 martie 2011     |
| 44            | 5            | „Monsieur Murdoch”      | John L'Ecuyer    | Paul Aitken & Graham Clegg                               | 15 martie 2011    |
| 45            | 6            | „Dead End Street”       | Laurie Lynd      | Carol Hay                                                | 22 martie 2011    |
| 46            | 7            | „Confederate Treasure”  | John L'Ecuyer    | Paul Aitken                                              | 29 martie 2011    |
| 47            | 8            | „Dial M for Murdoch”    | Leslie Hope      | Carol Hay                                                | 5 aprilie 2011    |
| 48            | 9            | „The Black Hand”        | Don McCutcheon   | Cal Coons                                                | 12 aprilie 2011   |
| 49            | 10           | „Voices”                | Gail Harvey      | Jean Greig                                               | 19 aprilie 2011   |
| 50            | 11           | „Bloodlust”             | Gail Harvey      | Paul Aitken & Graham Clegg & Phil Bedard & Larry Lalonde | 26 aprilie 2011   |
| 51            | 12           | „The Kissing Bandit”    | Cal Coons        | Alexandra Zarowny                                        | 3 mai 2011        |
| 52            | 13           | „Murdoch in Wonderland” | Cal Coons        | Paul Aitken & Graham Clegg                               | 10 mai 2011       |

### Sezonul 5
| Nr. în serial | Nr. în sezon | Titlu                               | Regizat de       | Scris de                                                  | Data difuzării    |
| ------------- | ------------ | ----------------------------------- | ---------------- | --------------------------------------------------------- | ----------------- |
| 53            | 1            | „Murdoch of the Klondike”           | Laurie Lynd      | Peter Mitchell                                            | 28 februarie 2012 |
| 54            | 2            | „Back and to the Left”              | Don McCutcheon   | Paul Aitken & Graham Clegg                                | 6 martie 2012     |
| 55            | 3            | „Evil Eye of Egypt”                 | Don McCutcheon   | Michelle Ricci                                            | 13 martie 2012    |
| 56            | 4            | „War on Terror”                     | Laurie Lynd      | Peter Mitchell                                            | 20 martie 2012    |
| 57            | 5            | „Murdoch at the Opera”              | Yannick Bisson   | Carol Hay                                                 | 27 martie 2012    |
| 58            | 6            | „Who Killed the Electric Carriage?” | Harvey Crossland | Paul Aitken & Graham Clegg                                | 3 aprilie 2012    |
| 59            | 7            | „Stroll on the Wild Side (Part 1)”  | Michael DeCarlo  | Daphne Ballon                                             | 10 aprilie 2012   |
| 60            | 8            | „Stroll on the Wild Side (Part 2)”  | Michael DeCarlo  | Carol Hay                                                 | 17 aprilie 2012   |
| 61            | 9            | „Invention Convention”              | Cal Coons        | Paul Aitken                                               | 24 aprilie 2012   |
| 62            | 10           | „Staircase to Heaven”               | Harvey Crossland | Maureen Jennings & Peter Mitchell                         | 1 mai 2012        |
| 63            | 11           | „Murdoch in Toyland”                | Cal Coons        | Graham Clegg                                              | 8 mai 2012        |
| 64            | 12           | „Murdoch Night in Canada”           | Gail Harvey      | Lori Spring                                               | 15 mai 2012       |
| 65            | 13           | „Twentieth Century Murdoch”         | Gail Harvey      | Paul Aitken & Carol Hay & Peter Mitchell & Michelle Ricci | 22 mai 2012       |

### Sezonul 6
| Nr. în serial | Nr. în sezon | Titlu                           | Regizat de       | Scris de                          | Data difuzării    |
| ------------- | ------------ | ------------------------------- | ---------------- | --------------------------------- | ----------------- |
| 66            | 1            | „Murdoch Air”                   | Don McCutcheon   | Peter Mitchell                    | 7 ianuarie 2013   |
| 67            | 2            | „Winston's Lost Night”          | Don McCutcheon   | Paul Aitken                       | 14 ianuarie 2013  |
| 68            | 3            | „Murdoch on the Corner”         | Cal Coons        | Paul Aitken                       | 21 ianuarie 2013  |
| 69            | 4            | „A Study in Sherlock”           | Don McCutcheon   | Graham Clegg                      | 28 ianuarie 2013  |
| 70            | 5            | „Murdoch Au Naturel”            | Harvey Crossland | Michelle Ricci                    | 4 februarie 2013  |
| 71            | 6            | „Murdoch and the Cloud of Doom” | Yannick Bisson   | Derek Schreyer                    | 11 februarie 2013 |
| 72            | 7            | „The Ghost of Queen's Park”     | Harvey Crossland | Lori Spring                       | 25 februarie 2013 |
| 73            | 8            | „Murdoch in Ladies Wear”        | Cal Coons        | Carol Hay                         | 4 martie 2013     |
| 74            | 9            | „Victoria Cross”                | Peter Mitchell   | Maureen Jennings & Peter Mitchell | 11 martie 2013    |
| 75            | 10           | „Twisted Sisters”               | Eleanore Lindo   | Michelle Ricci                    | 18 martie 2013    |
| 76            | 11           | „Lovers in a Murderous Time”    | Dawn Wilkinson   | Carol Hay                         | 25 martie 2013    |
| 77            | 12           | „Crime & Punishment”            | Laurie Lynd      | Peter Mitchell                    | 8 aprilie 2013    |
| 78            | 13           | „The Murdoch Trap”              | Laurie Lynd      | Paul Aitken                       | 15 aprilie 2013   |

### Sezonul 7
| Nr. în serial | Nr. în sezon | Titlu                                                | Regizat de       | Scris de                                                        | Data difuzării     |
| ------------- | ------------ | ---------------------------------------------------- | ---------------- | --------------------------------------------------------------- | ------------------ |
| 79            | 1            | „Murdoch Ahoy”                                       | Laurie Lynd      | Paul Aitken                                                     | 30 septembrie 2013 |
| 80            | 2            | „Tour de Murdoch”                                    | Laurie Lynd      | Jordan Christianson                                             | 7 octombrie 2013   |
| 81            | 3            | „The Filmed Adventures of Detective William Murdoch” | Gail Harvey      | Peter Mitchell                                                  | 14 octombrie 2013  |
| 82            | 4            | „The Return of Sherlock”                             | Gail Harvey      | Carol Hay                                                       | 21 octombrie 2013  |
| 83            | 5            | „Murdoch of the Living Dead”                         | Yannick Bisson   | Michelle Ricci                                                  | 28 octombrie 2013  |
| 84            | 6            | „Murdochophobia”                                     | Cal Coons        | Maureen Jennings & Peter Mitchell                               | 4 noiembrie 2013   |
| 85            | 7            | „Loch Ness Murdoch”                                  | Cal Coons        | Michelle Ricci                                                  | 18 noiembrie 2013  |
| 86            | 8            | „Republic of Murdoch”                                | Don McCutcheon   | Paul Aitken & Peter Mitchell                                    | 25 noiembrie 2013  |
| 87            | 9            | „Midnight Train to Kingston”                         | Don McCutcheon   | Paul Aitken & Peter Mitchell                                    | 2 decembrie 2013   |
| 88            | 10           | „Murdoch in Ragtime”                                 | Harvey Crossland | Carol Hay                                                       | 6 ianuarie 2014    |
| 89            | 11           | „Journey to the Centre of Toronto”                   | Harvey Crossland | Simon McNabb                                                    | 13 ianuarie 2014   |
| 90            | 12           | „Unfinished Business”                                | Dawn Wilkinson   | Peter Mohan                                                     | 20 ianuarie 2014   |
| 91            | 13           | „The Murdoch Sting”                                  | David Sutherland | Jackie May                                                      | 27 ianuarie 2014   |
| 92            | 14           | „Friday the 13th, 1901”                              | Michael DeCarlo  | Lori Spring                                                     | 3 martie 2014      |
| 93            | 15           | „The Spy Who Came Up to the Cold”                    | David Sutherland | Adam Barken                                                     | 10 martie 2014     |
| 94            | 16           | „Kung Fu Crabtree”                                   | Michael McGowan  | Paul Aitken                                                     | 24 martie 2014     |
| 95            | 17           | „Blast of Silence”                                   | Peter Mitchell   | Peter Mitchell                                                  | 31 martie 2014     |
| 96            | 18           | „The Death of Dr. Ogden”                             | Michael McGowan  | Jordan Christianson & Carol Hay & Simon McNabb & Michelle Ricci | 7 aprilie 2014     |

### Sezonul 8
| Nr. în serial | Nr. în sezon | Titlu                              | Regizat de       | Scris de                             | Data difuzării    |
| ------------- | ------------ | ---------------------------------- | ---------------- | ------------------------------------ | ----------------- |
| 97            | 1            | „On the Waterfront (Part 1)”       | Laurie Lynd      | Peter Mitchell                       | 6 octombrie 2014  |
| 98            | 2            | „On the Waterfront (Part 2)”       | Laurie Lynd      | Peter Mitchell                       | 13 octombrie 2014 |
| 99            | 3            | „Glory Days”                       | Yannick Bisson   | Jordan Christianson & Peter Mitchell | 20 octombrie 2014 |
| 100           | 4            | „Holy Matrimony, Murdoch!”         | David Sutherland | Paul Aitken                          | 3 noiembrie 2014  |
| 101           | 5            | „Murdoch Takes Manhattan”          | David Sutherland | Simon McNabb                         | 10 noiembrie 2014 |
| 102           | 6            | „The Murdoch Appreciation Society” | Deborah Chow     | Carol Hay                            | 17 noiembrie 2014 |
| 103           | 7            | „What Lies Buried”                 | Deborah Chow     | Paul Aitken                          | 24 noiembrie 2014 |
| 104           | 8            | „High Voltage”                     | Cal Coons        | Carol Hay                            | 1 decembrie 2014  |
| 105           | 9            | „The Keystone Constables”          | Cal Coons        | Jordan Christianson                  | 8 decembrie 2014  |
| 106           | 10           | „Murdoch and the Temple of Death”  | Harvey Crossland | Paul Aitken                          | 12 ianuarie 2015  |
| 107           | 11           | „All That Glitters”                | Harvey Crossland | Lori Spring                          | 19 ianuarie 2015  |
| 108           | 12           | „The Devil Wears Whalebone”        | Eleanore Lindo   | Michelle Ricci                       | 26 ianuarie 2015  |
| 109           | 13           | „The Incurables”                   | Eleanore Lindo   | Peter Mitchell                       | 9 februarie 2015  |
| 110           | 14           | „Toronto's Girl Problem”           | Peter Mitchell   | Michelle Ricci                       | 16 februarie 2015 |
| 111           | 15           | „Shipwreck”                        | Don McBrearty    | Maureen Jennings                     | 23 februarie 2015 |
| 112           | 16           | „CrabtreeMania”                    | Peter Mitchell   | Simon McNabb & Jordan Christianson   | 16 martie 2015    |
| 113           | 17           | „Election Day”                     | Don McBrearty    | Michelle Ricci & Mary Pedersen       | 23 martie 2015    |
| 114           | 18           | „Artful Detective”                 | Don McCutcheon   | Paul Aitken & Carol Hay              | 30 martie 2015    |

### Sezonul 9
| Nr. în serial | Nr. în sezon | Titlu                    | Regizat de       | Scris de                                            | Data difuzării    |
| ------------- | ------------ | ------------------------ | ---------------- | --------------------------------------------------- | ----------------- |
| 115           | 1            | „Nolo Contendere”        | T. W. Peacocke   | Peter Mitchell & Paul Aitken                        | 5 octombrie 2015  |
| 116           | 2            | „Marked Twain”           | TW Peacocke      | Peter Mitchell                                      | 12 octombrie 2015 |
| 117           | 3            | „Double Life”            | Gary Harvey      | Jordan Christianson                                 | 26 octombrie 2015 |
| 118           | 4            | „Barenaked Ladies”       | Laurie Lynd      | Carol Hay                                           | 2 noiembrie 2015  |
| 119           | 5            | „24 Hours Til Doomsday”  | Gary Harvey      | Paul Aitken                                         | 9 noiembrie 2015  |
| 120           | 6            | „The Local Option”       | Laurie Lynd      | Simon McNabb                                        | 16 noiembrie 2015 |
| 121           | 7            | „Summer of '75”          | Don McBrearty    | Michelle Ricci & Carol Hay                          | 23 noiembrie 2015 |
| 122           | 8            | „Pipe Dreamzzz”          | Don McBrearty    | Michelle Ricci                                      | 30 noiembrie 2015 |
| 123           | 9            | „Raised on Robbery”      | Eleanore Lindo   | Paul Aitken                                         | 11 ianuarie 2016  |
| 124           | 10           | „The Big Chill”          | Eleanore Lindo   | Jordan Christianson                                 | 18 ianuarie 2016  |
| 125           | 11           | „A Case of the Yips”     | Cal Coons        | Simon McNabb                                        | 28 ianuarie 2016  |
| 126           | 12           | „Unlucky in Love”        | Cal Coons        | Lori Spring                                         | 1 februarie 2016  |
| 127           | 13           | „Colour Blinded”         | Leslie Hope      | Mary Pedersen                                       | 8 februarie 2016  |
| 128           | 14           | „Wild Child”             | Jill Carter      | Carol Hay                                           | 22 februarie 2016 |
| 129           | 15           | „House of Industry”      | Harvey Crossland | Maureen Jennings                                    | 29 februarie 2016 |
| 130           | 16           | „Bloody Hell”            | Harvey Crossland | Paul Aitken                                         | 7 martie 2016     |
| 131           | 17           | „From Buffalo with Love” | Peter Mitchell   | Michell Ricci                                       | 14 martie 2016    |
| 132           | 18           | „Cometh the Archer”      | Peter Mitchell   | Peter Mitchell & Simon McNabb & Jordan Christianson | 21 martie 2016    |

### Sezonul 10
| Nr. în serial | Nr. în sezon | Titlu                         | Regizat de       | Scris de                                            | Data difuzării    |
| ------------- | ------------ | ----------------------------- | ---------------- | --------------------------------------------------- | ----------------- |
| 133           | 1            | „Great Balls of Fire, Part 1” | Gary Harvey      | Peter Mitchell                                      | 10 octombrie 2016 |
| 134           | 2            | „Great Balls of Fire, Part 2” | Gary Harvey      | Peter Mitchell                                      | 17 octombrie 2016 |
| 135           | 3            | „A Study in Pink”             | Norma Bailey     | Paul Aitken                                         | 24 octombrie 2016 |
| 136           | 4            | „Concocting a Killer”         | Norma Bailey     | Simon McNabb                                        | 31 octombrie 2016 |
| 137           | 5            | „Jagged Little Pill”          | Harvey Crossland | Carol Hay                                           | 7 noiembrie 2016  |
| 138           | 6            | „Bend It Like Brakenreid”     | Cal Coons        | Michlle Ricci                                       | 14 noiembrie 2016 |
| 139           | 7            | „Painted Ladies”              | Harvey Crossland | Mary Pedersen                                       | 21 noiembrie 2016 |
| 140           | 8            | „Weekend at Murdoch's”        | Eleanore Lindo   | Jordan Christianson                                 | 28 noiembrie 2016 |
| 141           | 9            | „Excitable Chap”              | Cal Coons        | Peter Mitchell & Simon McNabb                       | 5 decembrie 2016  |
| 142           | 10           | „The Devil Inside”            | Eleanore Lindo   | Paul Aitken                                         | 9 ianuarie 2017   |
| 143           | 11           | „A Murdog Mystery”            | Don McCutcheon   | Lori Spring                                         | 16 ianuarie 2017  |
| 144           | 12           | „The Missing”                 | Renuka Jeyapalan | Maureen Jennings                                    | 23 ianuarie 2017  |
| 145           | 13           | „Mr. Murdoch's Neighbourhood” | Jill Carter      | Carol Hay                                           | 6 februarie 2017  |
| 146           | 14           | „From Murdoch to Eternity”    | Jill Carter      | Simon McNabb                                        | 13 februarie 2017 |
| 147           | 15           | „Hades Hath No Fury”          | Leslie Hope      | Michelle Ricci                                      | 20 februarie 2017 |
| 148           | 16           | „Master Lovecraft”            | Leslie Hope      | Jordan Christianson                                 | 27 februarie 2017 |
| 149           | 17           | „Hot Wheels of Thunder”       | Peter Mitchell   | Peter Mitchell & Simon McNabb & Jordan Christianson | 13 martie 2017    |
| 150           | 18           | „Hell to Pay”                 | Peter Mitchell   | Peter Mitchell                                      | 20 martie 2017    |

### Sezonul 11
| Nr. în serial | Nr. în sezon | Titlu                   | Regizat de       | Scris de                                  | Data difuzării     |
| ------------- | ------------ | ----------------------- | ---------------- | ----------------------------------------- | ------------------ |
| 151           | 1            | „Up from Ashes”         | Don McCutcheon   | Peter Mitchell                            | 25 septembrie 2017 |
| 152           | 2            | „Merlot Mysteries”      | Don McCutcheon   | Peter Mitchell & Simon McNabb             | 2 octombrie 2017   |
| 153           | 3            | „8 Footsteps”           | Laurie Lynd      | Paul Aitken                               | 9 octombrie 2017   |
| 154           | 4            | „The Canadian Patient”  | Laurie Lynd      | Simon McNabb                              | 16 octombrie 2017  |
| 155           | 5            | „Dr. Osler Regrets”     | Alison Reid      | Dan Trotta                                | 23 octombrie 2017  |
| 156           | 6            | „21 Murdoch Street”     | Harvey Crossland | Natalia Guled                             | 6 noiembrie 2017   |
| 157           | 7            | „The Accident”          | Alison Reid      | Mary Pedersen                             | 13 noiembrie 2017  |
| 158           | 8            | „Brakenreid Boudoir”    | Harvey Crossland | Peter Mitchell                            | 4 decembrie 2017   |
| 159           | 9            | „The Talking Dead”      | Eleanore Lindo   | Lori Spring                               | 11 decembrie 2017  |
| 160           | 10           | „F.L.A.S.H.!”           | Eleanore Lindo   | Paul Aitken                               | 8 ianuarie 2018    |
| 161           | 11           | „Biffers and Blockers”  | Megan Follows    | Dan Trotta                                | 15 ianuarie 2018   |
| 162           | 12           | „Mary Wept”             | Megan Follows    | Noelle Girard                             | 22 ianuarie 2018   |
| 163           | 13           | „Crabtree à la Carte”   | Leslie Hope      | Simon McNabb                              | 29 ianuarie 2018   |
| 164           | 14           | „The Great White Moose” | Leslie Hope      | Paul Aitken & Graham Clegg                | 5 februarie 2018   |
| 165           | 15           | „Murdoch Schmurdoch”    | Sherren Lee      | Lori Spring & Robert Rotenberg            | 26 februarie 2018  |
| 166           | 16           | „Game of Kings”         | Peter Mitchell   | Maureen Jennings                          | 5 martie 2018      |
| 167           | 17           | „Shadows Are Falling”   | Sherren Lee      | Mary Pedersen                             | 12 martie 2018     |
| 168           | 18           | „Free Falling”          | Peter Mitchell   | Simon McNabb & Mary Pedersen & Dan Trotta | 19 martie 2018     |

### Sezonul 12
| Nr. în serial | Nr. în sezon | Titlu                       | Regizat de          | Scris de       | Data difuzării     |
| ------------- | ------------ | --------------------------- | ------------------- | -------------- | ------------------ |
| 169           | 1            | „Murdoch Mystery Mansion”   | Gary Harvey         | Peter Mitchell | 24 septembrie 2018 |
| 170           | 2            | „Operation: Murder”         | Harvey Crossland    | Mary Pedersen  | 1 octombrie 2018   |
| 171           | 3            | „My Big Fat Mimico Wedding” | Gary Harvey         | Simon McNabb   | 8 octombrie 2018   |
| 172           | 4            | „Murdoch Without Borders”   | Harvey Crossland    | Dan Trotta     | 15 octombrie 2018  |
| 173           | 5            | „The Spy Who Loved Murdoch” | Alison Reid         | Simon McNabb   | 22 octombrie 2018  |
| 174           | 6            | „Sir. Sir? Sir!!!”          | Craig David Wallace | Peter Mitchell | 29 octombrie 2018  |
| 175           | 7            | „Brother's Keeper”          | Craig David Wallace | Paul Aitken    | 5 noiembrie 2018   |
| 176           | 8            | „Drowning in Money”         | Alison Reid         | Noelle Girard  | 12 noiembrie 2018  |
| 177           | 9            | „Secrets and Lies”          | Leslie Hope         | Peter Mitchell | 26 noiembrie 2018  |
| 179           | 11           | „Annabella Cinderella”      | Sherren Lee         |                | VFA                |
| 180           | 12           | „Six of the Best”           | Sherren Lee         |                | VFA                |